# Argentina Open 2020
Argentina Open 2020 var den 23:e upplagan av ATP Buenos Aires, en tennisturnering i Buenos Aires, Argentina. Turneringen var en del av 250 Series på ATP-touren 2020 och spelades utomhus på grus mellan den 10–16 februari 2020.

## Mästare

### Singel
- Casper Ruud besegrade  Pedro Sousa, 6–1, 6–4

### Dubbel
- Marcel Granollers /  Horacio Zeballos besegrade  Guillermo Durán /  Juan Ignacio Londero, 6–4, 5–7, [18–16]